# سائول دیوید
جولیان سائول دیوید (ارمنی: Ջուլիան Սոլ Դևվիդ؛ انگلیسی: Saul David؛ زادهٔ مارس ۱۹۶۶) مجری تلویزیون و آکادمیسین مورخ نظامی ارمنی‌تبار اهل بریتانیا بود. وی در دانشگاه باکینگهام فعالیت می‌کند.

## زندگی‌نامه
وی با نام جولیان سائول داویدیان (ارمنی: Ջուլիան Սոլ Դավիդյան) در مارس ۱۹۶۶ در مونماوت به دنیا آمد و از کالج آمپلفورت، با مدرک ام‌ای در رشته تاریخ از دانشگاه ادینبرو و با مدرک پی‌اچ‌دی از دانشگاه گلاسگو فارغ‌التحصیل گشت. 